# Movimiento RETO
El Movimiento RETO, oficialmente Movimiento Renovación Total, también conocido simplemente como RETO es un movimiento político ecuatoriano fundado por el exprefecto de Azuay, Paúl Carrasco, como plataforma política personal. Se ubica en la centroizquierda del espectro político, siendo caracterizado por participar con candidatos de diversas ideologías políticas, mediante múltiples alianzas electorales locales.

## Historia
Previamente, Paúl Carrasco había fundado el Movimiento Participa - Democracia Radical, como plataforma política personal para su candidatura a la Prefectura de Azuay en las elecciones seccionales de 2014, en las que resultó reelecto. Después de su triunfo, Carrasco se propuso dar el salto de la política local a la política nacional, integrando la coalición política La Unidad, liderada por Jaime Nebot. Para participar en dicha coalición con un movimiento político propio, Paúl Carrasco fundó el Movimiento Nacional Juntos Podemos (MNJP), con el que intentó ser designado como candidato presidencial para las elecciones presidenciales de 2017, sin éxito, por lo que junto con su naciente agrupación política, abandonó la coalición, pasando a apoyar la candidatura de Guillermo Lasso.

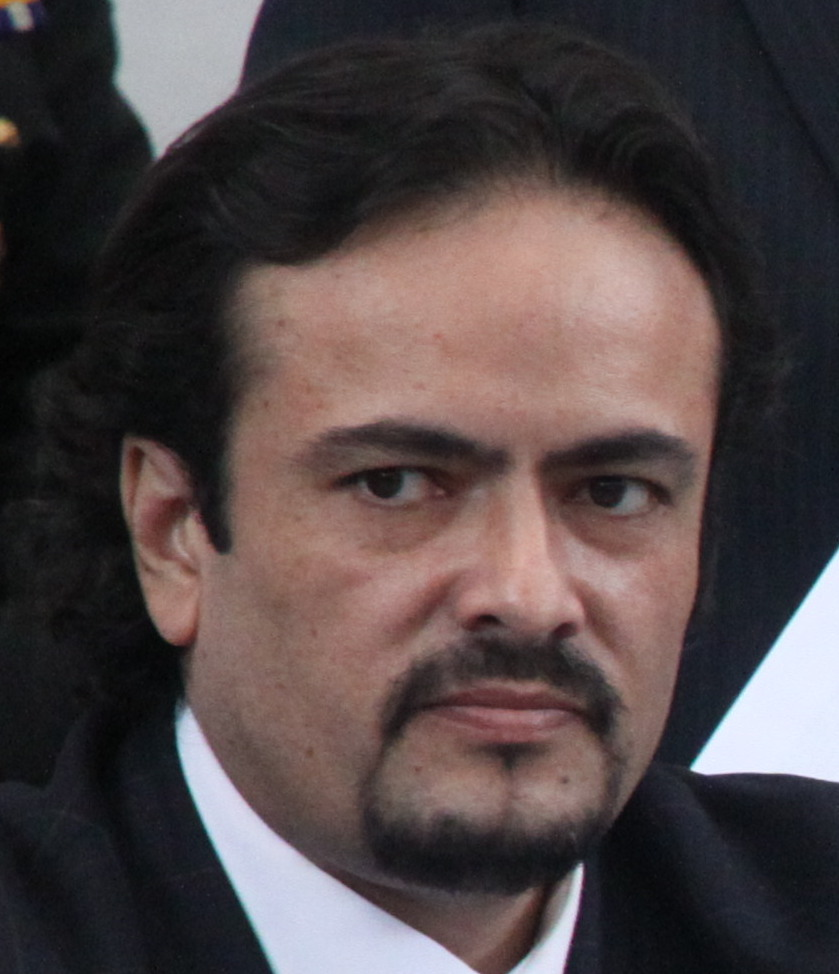
Paúl Carrasco, fundador y líder del movimiento desde 2018, hasta su derrota en las elecciones presidenciales de 2021.

Tras los comicios de 2017, el Consejo Nacional Electoral (CNE) inscribió al MNJP el 7 de marzo de 2018, siéndole designada la lista 33. El Movimiento Nacional Juntos Podemos debutó en las elecciones seccionales de 2019, en las que participó mediante múltiples alianzas electorales, con partidos de derecha, izquierda y centro; excepto en Azuay, donde el MNJP participó solamente con el Movimiento Participa - Democracia Radical, destacándose la candidatura de Paúl Carrasco a la Alcaldía de Cuenca. En dichos comicios, el movimiento obtuvo 3 prefecturas y 20 alcaldías, aunque la gran mayoría de los candidatos electos, solamente eran parte de las alianzas electorales, mas no pertenecían al MNJP. Por su parte, Carrasco fue derrotado en su carrera por la Alcaldía de Cuenca, quedando en cuarto lugar, con el 14,56% de votos.
El 19 de julio de 2020, el CNE resolvió dejar sin efecto la inscripción de cuatro agrupaciones políticas, entre ellas el MNJP, tras irregularidades en la “inscripción y entrega de personería jurídica”, según la Contraloría General del Estado. Tras la decisión, Paúl Carrasco, interpuso una demanda ante el Tribunal Contencioso Electoral (TCE), el 19 de septiembre, organismo que falló a favor del movimiento el 7 de octubre. Carrasco finalmente participó en las elecciones presidenciales de 2021. En dichos comicios, Paúl Carrasco quedó en el último lugar, de 16 candidatos, obteniendo apenas el 0,21% de votos, mientras en las elecciones legislativas, el movimiento no obtuvo ningún escaño. En la segunda vuelta, Paúl Carrasco y el Movimiento Nacional Juntos Podemos brindaron nuevamente su apoyo a la candidatura de Lasso.
Tras los desastrosos resultados de 2021, el movimiento decidió realizar una completa transformación de su imagen, cambiando su nombre a Movimiento RETO, Renovación Total, cambiando su logo, su eslogan; así como su dirigencia, puesto que Carrasco dejó la presidencia del movimiento, puesto que fue asumido por Eduardo Sánchez. No obstante, Paúl Carrasco inscribió nuevamente su candidatura a la Alcaldía de Cuenca para las elecciones de 2023, esta vez, en alianza con el oficialismo. Asimismo, el movimiento mantiene la estrategia de aliarse con agrupaciones políticas de toda índole, para obtener mejores reslutados en las elecciones seccionales de 2023.
En las elecciones presidenciales extraordinarias de 2023, el candidato presidencial de RETO fue Xavier Hervas. En las paralelas elecciones legislativas, el movimiento no obtuvo ningún resultado. 
El 29 de abril de 2024, el movimiento realizó una asamblea nacional reemplazando la directiva. Raúl Chávez Núñez del Arco, consejal de Guayaquil fue elegido presidente nacional.
Actualmente el movimiento está apoyando la candidatura presidencial de Luisa González del Movimiento Revolución Ciudadana para las elecciones presidenciales de 2025, gracias a una alianza conjunta con el movimiento Revolución Ciudadana, siendo la única alianza en esos comicios.

## Resultados electorales

### Elecciones presidenciales
|  | 0,21 % |

|  | 0,49 % |

|  | 44,00 % |

|  | 44,37 % |

### Elecciones legislativas
|  | 0,47 % |

|  | 1,68 % |

|  | 41,32 % |

### Elecciones seccionales
|  | 13,04 % |

|  | 9,04 % |

|  | 4,35 % |

|  | 9,95 % |